# Raúl Deval
Raúl Deval ( Buenos Aires, Argentina, 10 de septiembre de 1910 – ibídem, 10 de mayo de 1970, cuyo nombre real era Raúl Enrique Carlomagno, fue un actor que a partir de su participación en el filme  Ayúdame a vivir (1936) protagonizado por Libertad Lamarque trabajó en varias películas.

## Filmografía
- He nacido en Buenos Aires (1959)
- Sección desaparecidos (1958)
- Ángeles de uniforme Inédita (1949)
- Juan Globo (1949)
- Dios se lo pague (1948)
- Peluquería de señoras (1941)
- Ronda de estrellas (1938)
- Tres argentinos en París (1938)
- Así es el tango (1937)
- Melgarejo (1937)
- Ayúdame a vivir (1936)